# レナ川の柱群
レナ川の柱群（レナがわのちゅうぐん、ロシア語: Ленские столбы、サハ語: Өлүөнэ турууктара）は、ロシア連邦のシベリア極東部、レナ川沿いに見られる自然岩の地形であり、サハ共和国の首都ヤクーツクから上流約180キロメートル、ボートで1日もかからない距離の場所に存在している。柱群の高さは150メートルから300メートルで、カンブリア紀の海盆の隆起と、100度にもなる年較差がもたらす浸食作用で形成されたものである。一帯は1995年にレナ石柱自然公園（レンスキエ・ストルブイ自然公園）に指定され、2012年にはそれがUNESCOの世界遺産リストに登録された。

## 地理
石柱群はカンブリア紀初期から中期にかけての石灰岩、泥灰土、ドロマイト、粘板岩などの層から成り、浸食作用によって険しく露出している 。これらの類型の岩々は、一般に海洋環境で形成されたものであり、水平方向の層状構造および垂直方向の変化は、深海にあったことを示す粘板岩とともに、海進や海退の様子を示している。 
石柱群を形成した浸食作用は凍結破砕作用と呼ばれ、極端な大陸性気候がもたらす夏の摂氏40度と冬のマイナス60度の100度にもなる温度差の開きがもたらしたものである。凍結と解凍の作用で、水は表面から細い溝を穿ち、少しずつ岩の最も硬い部分を引き剥がし、現在残るような石柱群を形成したのである。
レナの柱群は、カンブリア大爆発期間中の生命の進化に関連するカンブリア紀の化石産地としても重視されている。
一帯の先住民はエヴェンキ族である。

## 世界遺産
レナ石柱自然公園は1995年にサハ共和国によって設定された。この公園は、「自然公園『レナの柱群』」(Nature Park "Lena Pillars") という名称で、2006年に世界遺産の暫定リストに記載された。第33回世界遺産委員会（2009年）に向けて最初に推薦されたが、その時は世界遺産委員会の諮問機関である国際自然保護連合 (IUCN) から「不登録」の勧告を受け、審議前に取り下げていた。

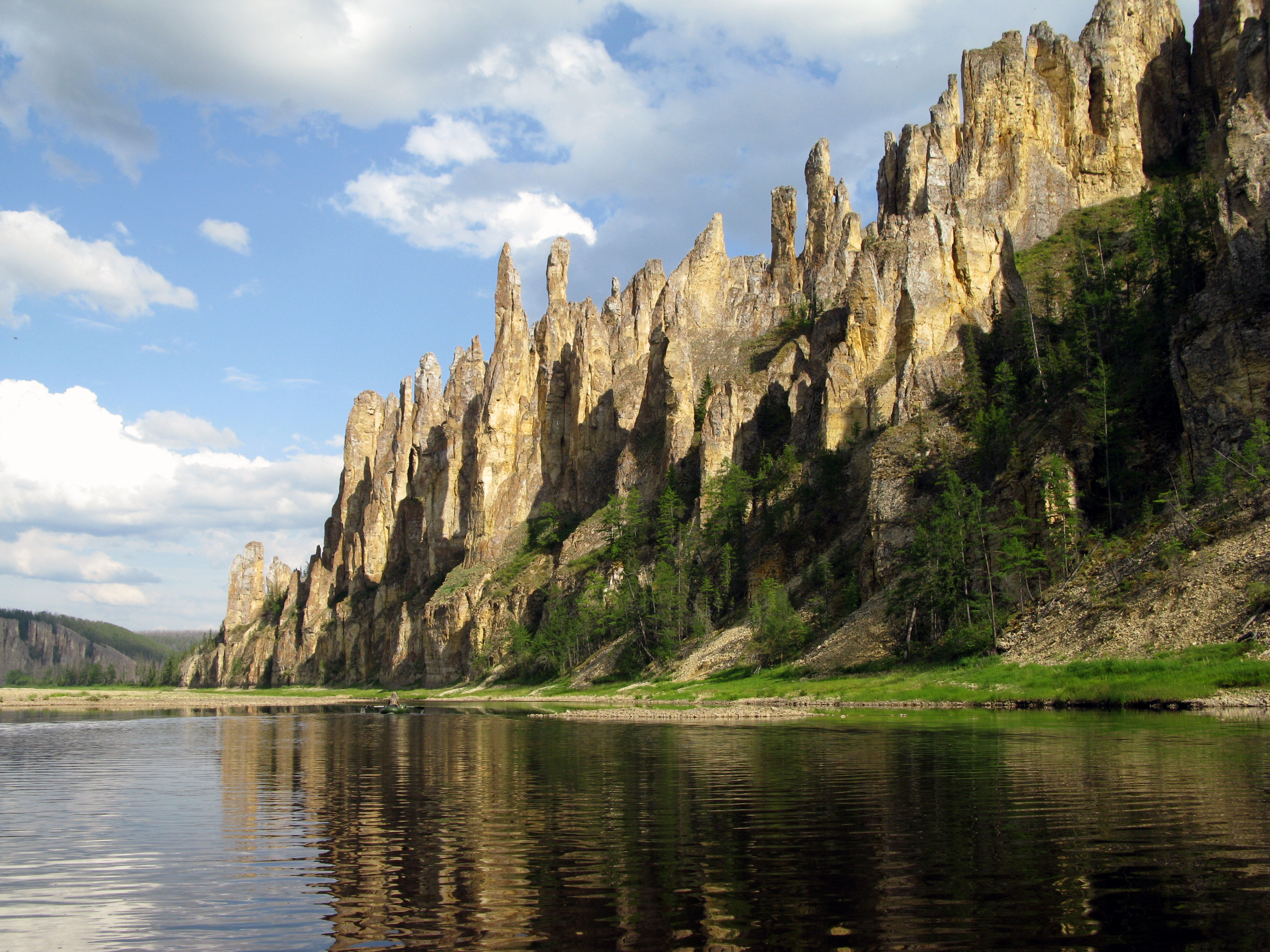
シニャヤ川の柱群

改めて第36回世界遺産委員会（2012年）に向けて2011年に推薦されたが、このときには、IUCNは「登録延期」を勧告した。理由としてIUCNが挙げたことは、推薦範囲の設定の不適切さ、およびそれに由来する完全性の不備である。IUCNの判断では、推薦された範囲外、特にレナ川の支流であるシニャヤ川流域は、ロシア当局が推薦した自然美の価値と地質学的・古生物学的価値の双方の証明にとって必要な部分であり、範囲の再考が行われなければ、どちらの価値も世界遺産としては認めがたいとしたのである。
しかし、サンクトペテルブルクで開催された第36回世界遺産委員会では勧告が覆され、当初の推薦どおりの面積（1,272,150ヘクタール）での登録となった。ロシアの世界遺産としては25番目の世界遺産（自然遺産では10番目）である。ただし、ロシアが当初推薦していた価値のうち、自然美の要素は認められず、地質学的・古生物学的価値のみでの登録となった。また、シニャヤ川流域の拡大登録の可能性についても検討するようにと要請された。その後、2015年の「軽微な変更」で登録面積が拡大された。
世界遺産リストには、人類出現以前の古生物の化石産地を対象とする世界遺産は複数登録されていた。その中でカンブリア紀の化石産地で世界遺産に登録されていたのは、バージェス頁岩を含むカナディアン・ロッキー山脈自然公園群（カナダの世界遺産、1984年登録）のみであったが、第36回世界遺産委員会では、このレナ石柱自然公園だけでなく、澄江の化石産地（中華人民共和国の世界遺産）も登録され、2件増えた。

### 登録名
世界遺産としての正式登録名は、Lena Pillars Nature Park （英語）、Parc naturel des colonnes de la Lena （フランス語）である。その日本語訳は資料によって以下のような違いがある。
- レナ川の石柱自然公園 - 日本ユネスコ協会連盟[7]
- レナ石柱自然公園 - 世界遺産アカデミーほか[13][14]
- レナ川石柱自然公園 - 谷治正孝[15]
- レナ・ピラーズ自然公園 - 古田陽久・古田真美[16]

### 登録基準
この世界遺産は世界遺産登録基準のうち、以下の条件を満たし、登録された（以下の基準は世界遺産センター公表の登録基準からの翻訳、引用である）。
- (8) 地球の歴史上の主要な段階を示す顕著な見本であるもの。これには生物の記録、地形の発達における重要な地学的進行過程、重要な地形的特性、自然地理的特性などが含まれる。
  - 世界遺産委員会は、この基準の適用理由として「カンブリア爆発の最も重要な天然記念物」[17]であることなどを挙げた。

## 観光

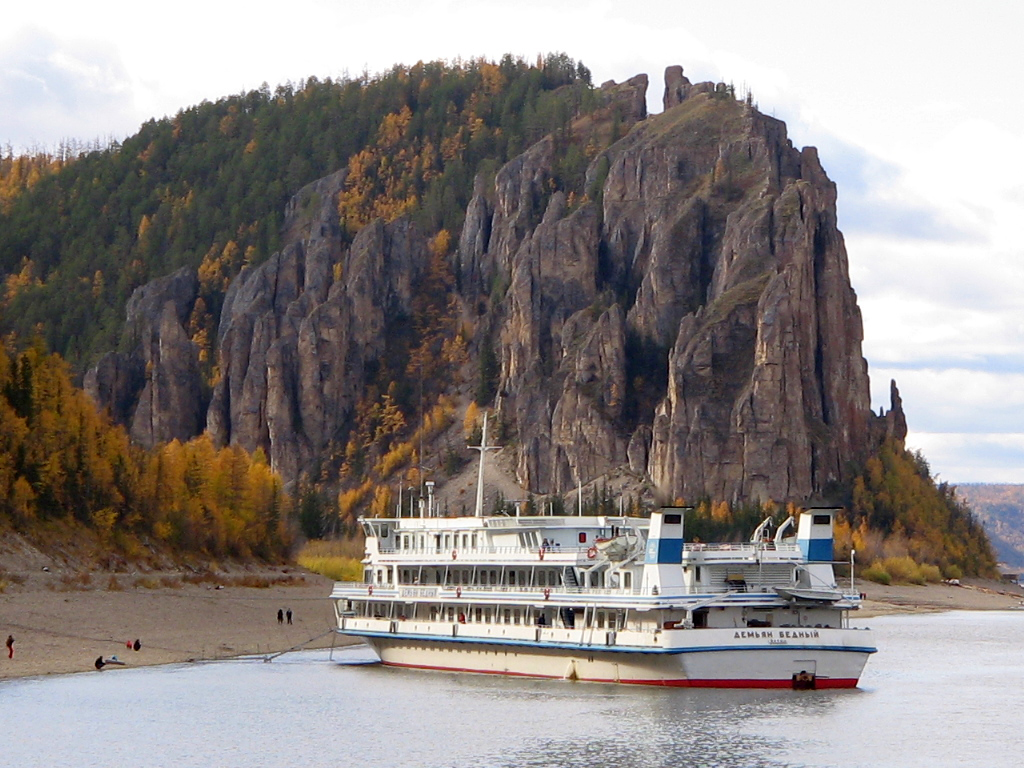
レナ川の柱群と客船

レナの柱群は、ヤクーツクからのレナ川クルージングの中でも、特に見所とされる場所である。サハ共和国も柱群の観光振興に力を入れており、観光客は世界遺産登録前から増加傾向にあった。これは地域住民の雇用の創出にもつながっている。
2010年にレナ石柱自然公園を訪れた観光客はおよそ8,000人であった。